# 冷夏
冷夏（れいか）とは、平年に比べて気温の低い夏の事である。気象庁による3階級表現で6月 - 8月の平均気温が「低い」に該当した場合の夏を言う。冷夏による影響は農作物の生産に強く現れ、農産品の不足や価格高騰を引き起こす。過去には飢饉を起こした例もあるが、先進国では農業技術の発達や農作物の品種改良に伴い、大規模な飢饉は発生しなくなった。平成以降での代表的な全国的の冷夏は1993年など。

## 冷夏の原因
日本全体を見ると太平洋高気圧の勢力が弱く、梅雨前線が長く、日本列島にとどまり、オホーツク海高気圧の勢力が強い年には冷夏となる傾向にある（全国冷夏型）。また、太平洋高気圧が西日本にまでは張り出すが、その勢力が弱い場合には、北日本で冷夏となる傾向がある（北冷西暑型）。東北地方の冷夏はやませと呼ばれるオホーツク海気団からの北東の冷たい風が吹く事によっても起こる。
世界規模で異常気象を引き起こすエルニーニョ現象の発生年は冷夏となる傾向が強く、この例としては1951年（北日本を除く）、1953年、1957年、1965年、1972年（北日本を除く）、1976年、1982年、1983年、1987年、1992年、1993年、1997年、2009年、2014年がある。しかし、1954年、1970年、1988年、1998年のように、猛暑になりやすいとされるラニーニャ現象が起きていた年でも冷夏になった事もあった。さらに1991年、2006年、2015年、2023年のように、エルニーニョ現象が起きていたにも拘らず猛暑になった事もあるので、一概には言えない。
また、太陽の黒点活動の周期が冷夏の発生と一致するとの説もある。例えば冷夏になった2009年は、太陽黒点の数が1913年以来の少なさを記録していた。しかし、翌年にあたる2010年もその状態が続いていたにも拘らず、観測史上1位の猛暑になったので、太陽活動の度合いに必ず一致するとは限らない。
火山噴火などで多量のエアロゾル（細かいちり）が空気中に放出され、そのエアロゾルが太陽放射を抑制する日傘効果で冷夏となるケースもある。1783年の天明の大飢饉はアイスランドの火山噴火、日本列島に米不足をもたらした1993年の記録的冷夏は、ピナツボ火山噴火で発生したエアロゾルが太陽放射を遮ったために発生したとされている。1994年以降の日本で冷夏が激減している理由として、ピナツボ山以来は大規模な噴火が起きていないためではないか、という意見もある 。
また、著しい猛暑の翌年は冷夏になりにくい事が知られている。実際に、観測史上4位以内の猛暑になった1978年（+1.16℃、観測史上3位）、1994年（+1.18℃、同2位）、2010年（+1.46℃、同1位）、2011年（+0.88℃、同4位）の翌年に当たる、1979年（+0.22℃）、1995年（-0.05℃）、2011年（+0.88℃）、2012年（+0.55℃）はどの年も全国的な冷夏にならなかった。

## 気象庁における冷夏の基準
- 地域平均気温の平年差（1991 - 2020年の平年値による）
  - 北日本 -0.5℃以下
  - 東日本 -0.3℃以下
  - 西日本 -0.2℃以下
  - 沖縄・奄美 -0.2℃以下

## 人の生活との関係
冷夏自体は熱中症、日射病、食中毒などの夏の暑さによる健康障害を緩和する効果があるが、夏かぜなどのデメリットもある。
その負の影響の最大は、前述したように農業に現れるため、農業関係者からは恐れられている。農業関係者以外への影響は、農作物の価格高騰・品不足などで現れる（野菜などでは夏のうちに、米などは秋以降から 翌年の夏まで）。それ以外では、日本の夏の行事や生活習慣の多くが梅雨明け後の晴天を前提として行われることなどから、衣料品の売り上げ減などが発生する。
日本の場合、冷夏は通常7・8月の日照不足や長雨を伴うことが多い（ただし、冷夏の年=水害の多い・降雨量の多い年とは限らない）。特に北海道や東北地方においては冬が長く寒冷であることや、低温の度合いが関東以西より大きい。
関東地方以西でも時折冷夏は見られる。低温の度合いは北海道や東北地方よりも概して小さい。

## 過去の主な冷夏

### 世界
1816年
夏のない年と呼ばれている。インドネシアのタンボラ山が大規模な噴火を起こした事により、地球規模で冷夏になり、特にヨーロッパ、北アメリカ、中国北部では飢餓により多くの餓死者が出た。

### 日本
1954年（昭和29年）
6月 - 7月にかけて北日本や東日本を中心に記録的な低温となり、気象庁の統計では戦後最も国内の平均気温が低かった。また、この年はラニーニャ現象が発生している年としては数少ない冷夏年になっている。
1956年（昭和31年）
1957年（昭和32年）
1965年（昭和40年）
1969年（昭和44年）
全国的に平年を0.7 - 0.9℃ほど下回った。特に6月の気温が低かった。
1974年（昭和49年）
6月中旬・下旬にかけて低気圧や梅雨前線の影響で、西日本と中部地方、東北地方で大雨となり、浸水害や鉄砲水が発生した。7月に入ると台風第8号が発達しながら北上し、沖縄県本島と宮古島の間を通過、東シナ海を北上後、対馬海峡から日本海に進み、北海道の南西部付近で温帯低気圧になったが、この台風により南西諸島や九州地方では強風が吹き荒れた。さらに梅雨前線が活発となり、四国から関東地方南部にかけて大雨が続き、特に静岡県で大きな水害が起こった。7月中旬には前線と弱い熱帯低気圧などが要因で、九州・北陸・四国・中部各地方が多雨となり、特に熊本県で浸水や土砂災害が発生。7月下旬にも紀伊半島から日本海に進んだ低気圧の影響で、東海地方が大雨となり、浸水害が多発した。
1976年（昭和51年）
梅雨明けは四国・九州・奄美群島・沖縄地方で平年より遅かったほかは、ほぼ平年日前後だった。だが出梅後も太平洋高気圧の勢力は弱く、梅雨期から勢力の強かったオホーツク海高気圧が長く居座った影響で、全国的に冷夏となり、曇りや雨の日が続いた。夏の平均気温は北・東・西日本で平年を1℃前後下回った。9月も顕著な低温で長雨の傾向が続き、全国的に農作物の不作に見舞われた。
1977年（昭和52年）
梅雨前線は例年より弱目だったが、梅雨明け後の8月に入ると日本各地で大雨が相次いだ。8月上旬は停滞前線と共に低気圧が北日本を覆い、東北地方北部での集中豪雨により住宅被害が相次いだ。その後、山陰地方に低気圧が通り過ぎ、特に隠岐諸島で激しい雨が降り続いた。それから停滞前線は8月中旬から下旬まで関東地方南部へ居残った為、東日本では雨天と低温状況に見舞われた。更に9月9日には沖永良部台風が日本へ上陸した影響により、四国・東海地方は400mm以上もの大雨で土砂崩れが各地に発生した。
1980年（昭和55年）
6月は平年より暑い日が多く、空梅雨気味だったが、7月以降はオホーツク海高気圧が強まり、太平洋高気圧が南海上へ後退、低気圧や前線が日本列島付近に停滞する状態が続いたため、南西諸島を除いて冷夏となった。特に8月の平均気温も南西諸島を除いた全国で記録的低温となり、平年より1 - 4℃以上低かった。1993年や2003年と異なり、米や夏野菜の極度の不足は見られなかったが、農作物不作による顕著な減収がみられた。なお、この年は顕著な冷夏になったにも拘らず、大規模なエルニーニョ現象は発生していない。
1981年（昭和56年）
6月中旬～7月上旬にかけてオホーツク海高気圧の勢力が強く、北海道～関東地方で太平洋側を中心に低温が続いた。九州～東北地方の梅雨明けは平年より早かったが、出梅後も暖湿な空気の流入、上空の寒気の影響で大気の状態が不安定だった。8月に入ると前線・2個の台風の影響を受け、本州・四国地方で低温、北海道～関東・北陸地方は豪雨が多発。8月上旬に前線と昭和56年台風第12号の影響で石狩川が、8月下旬に昭和56年台風第15号の影響で小貝川が洪水を起こした。9月も全国的に低温が続き、同年の夏は北日本を中心に農作物に被害が発生した。また、この年はかなりの冷夏であったにも拘らず、エルニーニョ現象は起こっていない。
1982年（昭和57年）
6月は梅雨入りが遅く、記録的な少雨だったものの、7月になると梅雨前線が活発化して、関東地方以西では一転して多雨傾向となった。梅雨明けも平年より大幅に遅れ、特に関東・甲信・東北地方では、出梅が8月上旬までずれ込んだ。また、東日本以西では7月の平均気温が平年より2℃前後低く、8月も引き続き低温傾向で、夏型は長続きしなかった。この年は3月頃から規模の大きいエルニーニョ現象が発生し、翌年夏まで継続した。7月下旬には長崎県を中心とした九州地方北部で記録的豪雨による甚大な災害が発生した（昭和57年7月豪雨）。詳しくは長崎大水害を参照。
1983年（昭和58年）
オホーツク海高気圧の勢力が強かった影響で、全国的に長梅雨・梅雨寒が続き、6月と7月は特に北日本で著しい低温となった。梅雨末期には梅雨前線の活動が活発化し、山陰地方に豪雨災害をもたらした。但し、出梅後は東北地方太平洋側から関東地方で天候不順気味だった他は、全国的に晴れて暑い日が多かった。また、前年とは異なり、期間を通して気温の変動が大きかった。この年もエルニーニョ現象が前年から継続していた。
1986年（昭和61年）
7月はオホーツク海高気圧の勢力が強く、梅雨前線が活発化して長引いた。8月近くになってようやく梅雨明けしたものの、中部・関東・東北地方に掛けて8.5水害による集中豪雨で、死者・行方不明者・負傷者が合計127人、住宅・建物にも大きな被害を及ぼした。
1987年（昭和62年）
6月上旬は温暖な日が多く、空梅雨気味だったが、6月中旬以降はオホーツク海高気圧の勢力が強かった影響で、全国的に冷夏となった。7月中旬と下旬は東日本のみ、一時的に猛暑だったものの、8月からは全国的に再び低温となった。特に北日本や九州、南西諸島などで記録的冷夏となり、北日本の太平洋側における最高気温は、平年を10℃前後も下回る顕著な低温となった。また、北陸や東北地方は8月上旬末に梅雨明けしたものの、北冷西並傾向が続いたため、8月の日照時間は全国的に少なかったが、気温の変動がかなり大きい夏となった。なお、この年の冷夏は1986年秋から1988年冬にかけて発生したエルニーニョ現象が一因とみられる。
1988年（昭和63年）
7月はオホーツク海高気圧の勢力が強かった影響で、北海道から中国地方にかけて低温となり、特に北日本や関東地方では、平年を2 - 4℃以上下回る顕著な低温となった。8月に入るとオホーツク海高気圧の勢力はやや弱まったものの、太平洋高気圧の勢力も依然弱く、本州近海では熱帯低気圧が相次いで発生しやすかったため、曇りや雨、雷雨となる日が非常に多かった。1993年や2003年と異なり、米や夏野菜の極度の不足は見られなかったが、農作物不作による顕著な減収や、海水浴場などの観光客減少などの影響も多く出た。この年は猛暑になりやすいとされるラニーニャ現象が起きていたにも拘らず、冷夏になった。
1989年（平成元年）
6月の梅雨入り後から7月に掛けて、オホーツク海高気圧の影響で低温・日照不足が度重なり、北・東日本で水稲などの生育が遅れ気味となった。7月中旬には梅雨前線が北上し、本州を横切り、九州～関東地方の各地で洪水・浸水・山側の崖崩れ、大雨や竜巻が生じたが、前線は南下して弱まり、梅雨明けは平年並みだった。出梅後、北日本では太平洋高気圧が覆い、猛暑・少雨で干害が発生するも、その他の地域では7月27日・8月6日・8月27日・9月19日と4回も台風が日本へ上陸した事で、特に西・東日本の各地では、集中豪雨・浸水被害が発生した。また、前年とは異なり、期間を通して気温の変動が大きかった。
1992年（平成4年）
6月は梅雨前線による寒気が南下した影響で、東日本と西日本を中心に低温だった。7月の出梅直後は一時的に猛暑だったものの、8月上旬に入ると全国的に再び強い低温となった。また、1989年と同様、気温の変動がかなり大きい夏となった。8月中旬以降は、西日本を中心に三度も台風が日本へ上陸した為、豪雨・暴風を伴う天候不良が続いていた。
1993年（平成5年）
この年は記録的な冷夏により、「1993年米騒動」といわれる米不足になった。8月になっても梅雨前線が日本列島に停滞し、豪雨災害と関東地方以北では低温が顕著であった。1954年に次ぐ戦後2番目に平均気温の低い夏であり、南西諸島を除く地域で、梅雨明けが特定されない異常な夏であった。特に低温だった7月と8月は、オホーツク海高気圧の張り出しと前線による大雨と台風の影響を受け、平年を2度前後下回った。平成5年8月豪雨も参照。その一方で、5月13日には史上最も早い”猛暑”日（当時は35℃以上観測）を記録しており、秩父市の37.2℃は当年の最高気温にもなっているほか、2019年5月26日における北海道の熱波到来まで長らく5月の全国最高気温であった。この冷夏は、夏に差し掛かるころからエルニーニョ現象が始まっていたことも原因と見られている。
1997年（平成9年）
4年ぶりの冷夏になったが、その規模は1993年よりも小さかった。6月中旬までは太平洋高気圧の張り出しが弱かった影響で、北日本では平年を下回る記録的低温になった。梅雨の合間となる6月下旬や7月上旬は南西諸島を除き、太平洋高気圧が強まって晴れの日が多く、一時高温となったものの、7月中旬からは冷夏の原因となるエルニーニョ現象および、梅雨前線の活発などもあって、一転して太平洋高気圧が再び弱まり、東日本・西日本で冷夏となった。8月上旬は前線や台風11号の影響で、全国的に曇りや雨の日が多く、中旬以降はオホーツク海高気圧の影響で、北日本でも冷夏となり、特に北日本や東日本の太平洋側を中心に顕著な低温となった。8月下旬に入ると北日本のみ、顕著な低温は次第に解消した。また、9月も平年を下回り、秋の訪れが早いほど穏やかな残暑になった。夏全体の平均としては、北日本では6月下旬から8月上旬まで猛暑気味、東日本・西日本では平年より少し低い程度であったが、気温の変動がかなり大きい夏となった。南西諸島では7・8月は平年並みか低かったが、6月の記録的低温に引っ張られて夏全体でも冷夏になった。
1998年（平成10年）
1988年と同様、猛暑になりやすいとされるラニーニャ現象が起きていたにも拘らず、冷夏になった。6月中旬までは例年より早く梅雨入りするなどの影響で、全国的に低温だった。6月下旬や7月上旬は前年に引き続き、一時高温となったものの、7月中旬になるとオホーツク海高気圧が出現し、北日本や東日本の太平洋側を中心に寒気が入り、南西諸島を除いて再び低温となった。前線は本州付近に停滞しており、曇りや雨の日が多かった。8月は西日本太平洋側・南西諸島では平年を上回ったが、北日本・東日本・西日本の日本海側では引き続き低温だった。8月上旬と中旬には前線が本州北部に停滞し、西日本日本海側から東日本・北日本では曇りや雨の日が多く、東北・北陸地方の梅雨明けは特定できなかった。一方、西日本太平洋側や南西諸島では太平洋高気圧に覆われ、全体的に晴れて暑い日が多かった。西表島では8月の平均気温が28.9℃に達し、猛暑で有名な2010年を凌ぎ、観測史上1位になっている。また、昨年に続き、期間を通して気温の変動が大きかった。9月は中旬から高温傾向に転じ、残暑が著しく厳しかった。
2003年（平成15年）
5年ぶりの冷夏になったが、その規模は1993年よりもやや小さかった。西日本から東北地方で梅雨明けが遅く、夏型は安定しなかった影響で、米や夏野菜が不足した。年末にかけて野菜は例年の2倍を越える品も出るほど高騰したが、米は備蓄米などが効果を挙げて1993年ほどの影響は出なかった。特に7月の低温が顕著で、北日本では平年を2.9℃、関東地方でも2.2℃下回るなど、北海道から北部九州の広範囲で1 - 3℃平年を下回った。夏全体（6 - 8月）で見ても、北日本で1.2℃、東日本では0.6℃、西日本では0.3℃平年を下回るなど、北日本から西日本までの広い範囲で冷夏となった。全体的に雨も多く、この年から2日間開催となる予定だった全国高等学校野球選手権大会の準々決勝が従来通りの1日4試合開催となった（選抜高等学校野球大会も含め、3回戦までに3日以上順延すると1日4試合開催となる）。しかし、8月下旬から9月は平年よりも残暑が厳しかった。新潟市、静岡県浜松市、徳島市などでは9月としての最高気温を記録した。この冷夏の要因として、エルニーニョ現象は起きていなかったが、2000年3月31日に北海道の有珠山や、同年8月10日に伊豆諸島の三宅島の2つの大規模な噴火が指摘されている。
2009年（平成21年）
6年ぶりの冷夏になったが、その規模は1997年や1998年と同様、1993年よりも小さかった。この年は梅雨明けが遅く、日照時間も短かったこと、近年では珍しく残暑が厳しくなかったこと、2004年から2008年まで5年連続で猛暑が続いたこと、翌年（2010年）は観測史上1位、翌々年（2011年）は同4位、2012年8月も同3位の暑夏になったことなどから、冷夏のイメージをもつ人が少なくない。特に1994年以降は1997年や1998年、2003年を除いて猛暑に見舞われた事から、相対的に低く感じられた事も理由として挙げられる。「久しぶりの涼しい夏」「近年では稀な凌ぎやすい夏」などと呼ばれ、また、この年も冷夏になりやすいとされるエルニーニョ現象が発生していた。8月に入っても熱帯夜の日数は、例年比較すると少なめで、盛夏としては比較的快適である。また、おでんなどの販売開始が前倒しになるなどの影響もあった。また、2003年とは異なり、期間を通して気温の変動が大きかった。9月以降も全国平均でそれぞれ平年よりもわずかに下回る穏やかな残暑であった。
2014年（平成26年）
西日本で記録的冷夏となった。5年ぶりの冷夏になったが、その規模は2009年と同様、1993年よりも小さかった。6月上旬は平年並みかそれよりも暖かく、北日本で記録的な高温となった地点があったものの、その後、西日本は中旬から、東日本は下旬から一転して低温となった。7月は天候による気温差があったが、東日本・西日本は中旬まで平年よりもやや涼しく、北日本は引き続き、平均気温がかなり高くなっていた。しかし、8月は西日本を中心に本州付近での太平洋高気圧の張り出しが弱く、西日本は記録的な冷夏となり、8月8日に島根県松江市で低い最高気温24.0℃、8月9日に京都府舞鶴市で23.6℃、8月29日に大分県大分市で23.6℃、福岡県福岡市で23.3℃を更新した。8月上旬以降は東日本で再び冷夏に、中旬以降には北日本でも冷夏となり、8月15日に岩手県盛岡市で低い最高気温19.8℃、8月16日に北海道札幌市で17.0℃、8月27日に群馬県前橋市で22.2℃、神奈川県横浜市で21.3℃、宮城県仙台市で20.2℃、福島県福島市で18.9℃を記録。8月28日には茨城県水戸市で低い最高気温21.7℃、千葉県銚子市で21.5℃を観測し、気温の変動が大きい夏となった。9月以降も低温が続き、穏やかな残暑になり、秋の訪れも早かったが、南西諸島は9月のみ、記録的な高温となっていた。この冷夏は、2014年（平成26年）夏から発生しているエルニーニョ現象および、2011年1月27日に九州南部の新燃岳や、2013年8月18日に鹿児島県の桜島、同年9月15日から2014年2月1日にインドネシアのシナブン山、2013年10月中旬にカムチャツカ半島のシベルチ山やクリュチェフスカヤ山の2つ、2014年2月13日にインドネシアのケルート山の6つの大規模な噴火が原因と考えられる。
その他
1947年、1949年、1973年（九州南部・南西諸島のみ）、1978年（南西諸島のみ）、1979年（九州・沖縄県のみ）、1985年（九州・南西諸島のみ）、1995年（北陸・沖縄県のみ）、1996年（6月の北日本、8月の北・東日本のみ）、1999年（7・8月の西日本・南西諸島のみ）、2000年（奄美のみ）、2001年（8月の北・東日本のみ）、2002年（7月の北海道・沖縄県、8月の北日本のみ）、2004年（8月の北・東日本のみ）、2005年（7月の北日本・関東・山陰のみ）、2006年（7月のみ、四国・九州・南西諸島除く）、2007年（7月のみ、九州・南西諸島除く）、2008年（6月・8月後半のみ）、2012年（6月のみ）、2015年（西日本のみ）、2017年（6月の北・西日本、8月の北・東日本のみ）、2018年（7月の南西諸島、8月の北海道のみ）、2019年（7月のみ、北日本除く）、2020年（7月のみ）、2021年（7・8月の西日本のみ）

#### 夏期（6、7、8月）の各年の平年比
平均気温平年差、1991 - 2020年の平年値。
- （+）* かなり高い
- （+） 高い
- （0） 平年並
- （-） 低い
- （-）* かなり低い

| 年     | 北日本 | 東日本 | 西日本 | 沖縄・奄美 |
| ------ | ------ | ------ | ------ | ---------- |
| 1946年 | +1.1   | -0.2   | -0.5   | -1.1       |
| 1947年 | -1.1   | -1.1   | -1.2   | -1.4       |
| 1948年 | +0.3   | -0.8   | -1.0   | -1.0       |
| 1949年 | -0.6   | -1.5   | -1.8   | -1.4       |
| 1950年 | +1.2   | -0.5   | -1.2   | -1.5       |
| 1951年 | 0.0    | -1.2   | -1.5   | -1.4       |
| 1952年 | -0.5   | -1.2   | -1.3   | -0.8       |
| 1953年 | -1.2   | -1.4   | -0.7   | -0.1       |
| 1954年 | -2.6   | -2.2   | -1.7   | -0.2       |
| 1955年 | +0.9   | +0.1   | -0.3   | -1.0       |
| 1956年 | -2.0   | -1.3   | -0.8   | 0.0        |
| 1957年 | -1.3   | -1.4   | -1.3   | -0.6       |
| 1958年 | -0.7   | -1.0   | -0.6   | -1.0       |
| 1959年 | -0.8   | -0.9   | -0.6   | -0.6       |
| 1960年 | -0.4   | -0.7   | -0.3   | -0.7       |
| 1961年 | +0.5   | 0.0    | +0.1   | -0.2       |
| 1962年 | -0.4   | -0.8   | -1.0   | -0.4       |
| 1963年 | -0.7   | -0.6   | -0.5   | -0.7       |
| 1964年 | -0.9   | -0.5   | -0.3   | -0.9       |
| 1965年 | -1.1   | -1.0   | -0.9   | -0.9       |
| 1966年 | -1.4   | -1.2   | -0.7   | -0.8       |
| 1967年 | 0.0    | -0.2   | 0.0    | -0.4       |
| 1968年 | -0.5   | -1.2   | -1.4   | -0.9       |
| 1969年 | -1.1   | -1.3   | -1.1   | -1.0       |
| 1970年 | -0.3   | -1.2   | -1.1   | -0.6       |
| 1971年 | -1.1   | -0.7   | -0.5   | +0.3       |
| 1972年 | 0.0    | -0.9   | -1.0   | -0.8       |
| 1973年 | 0.0    | -0.5   | -0.4   | -1.1       |
| 1974年 | -1.0   | -1.3   | -1.3   | -1.0       |
| 1975年 | -0.2   | -0.8   | -0.6   | -0.9       |
| 1976年 | -1.5   | -1.8   | -1.5   | -1.1       |
| 1977年 | -0.8   | -1.1   | -0.8   | -0.3       |
| 1978年 | +1.5   | +0.8   | +0.3   | -0.8       |
| 1979年 | -0.2   | -0.2   | -0.4   | -0.6       |
| 1980年 | -1.6   | -1.5   | -1.4   | +0.1       |
| 1981年 | -1.1   | -1.0   | -0.4   | -0.7       |
| 1982年 | -0.7   | -1.9   | -1.7   | -1.0       |
| 1983年 | -2.1   | -1.3   | -0.7   | -0.2       |
| 1984年 | +0.9   | +0.1   | +0.2   | -0.3       |
| 1985年 | 0.0    | -0.5   | -0.3   | -1.0       |
| 1986年 | -1.4   | -1.3   | -0.8   | -0.4       |
| 1987年 | -0.5   | -0.2   | -0.5   | -0.5       |
| 1988年 | -1.1   | -1.3   | -0.8   | +0.1       |
| 1989年 | -0.5   | -1.3   | -1.2   | -0.5       |
| 1990年 | +0.6   | +0.4   | +0.6   | -0.1       |
| 1991年 | -0.2   | -0.3   | -0.2   | +0.5       |
| 1992年 | -0.7   | -1.0   | -1.2   | -0.8       |
| 1993年 | -2.3   | -2.2   | -1.7   | 0.0        |
| 1994年 | +1.0   | +0.9   | +0.8   | -0.1       |
| 1995年 | -0.4   | -0.3   | -0.3   | -0.5       |
| 1996年 | -1.0   | -0.5   | -0.1   | 0.0        |
| 1997年 | -0.5   | -0.3   | -0.3   | -0.9       |
| 1998年 | -1.1   | -0.4   | +0.3   | +0.4       |
| 1999年 | +1.1   | 0.0    | -0.6   | -0.3       |
| 2000年 | +0.9   | +0.4   | +0.2   | -0.5       |
| 2001年 | -0.5   | +0.4   | +0.4   | +0.4       |
| 2002年 | -0.9   | +0.2   | +0.2   | -0.3       |
| 2003年 | -1.7   | -1.3   | -0.9   | +0.1       |
| 2004年 | +0.5   | +0.6   | +0.7   | -0.3       |
| 2005年 | +0.3   | +0.1   | +0.3   | -0.2       |
| 2006年 | 0.0    | -0.3   | +0.2   | -0.1       |
| 2007年 | +0.2   | -0.3   | -0.1   | +0.1       |
| 2008年 | -0.5   | -0.2   | +0.1   | +0.1       |
| 2009年 | -0.7   | -0.5   | -0.4   | -0.1       |
| 2010年 | +1.8   | +1.1   | +0.5   | -0.2       |
| 2011年 | +0.7   | +0.5   | +0.3   | +0.1       |
| 2012年 | +0.3   | +0.2   | +0.2   | -0.1       |
| 2013年 | +0.7   | +0.7   | +0.9   | +0.4       |
| 2014年 | +0.8   | +0.1   | -0.6   | +0.1       |
| 2015年 | +0.2   | -0.1   | -0.8   | +0.4       |
| 2016年 | +0.4   | +0.2   | +0.5   | +0.8       |
| 2017年 | 0.0    | +0.2   | +0.4   | +0.5       |
| 2018年 | +0.2   | +1.3   | +0.9   | -0.2       |
| 2019年 | +0.4   | +0.1   | -0.2   | 0.0        |
| 2020年 | +0.8   | +0.7   | +0.4   | +0.6       |
| 2021年 | +1.4   | +0.4   | +0.1   | 0.0        |
| 2022年 | +0.9   | +0.9   | +0.9   | +0.6       |
| 2023年 | +3.0   | +1.7   | +0.9   | +0.1       |
| 2024年 | +2.3   | +1.7   | +1.4   | +0.9       |

## 冷夏の頻度の変化
1900年代から1910年代にかけては、全体的に夏の気温が著しく低く、毎年のように冷夏が続いていた。中でも1902年は気象庁の統計史上1位、1913年は同2位の記録的低温の夏であった。1993年までは2年以上連続で冷夏になることも多かったが、その後は激減し、2014年を最後に全国的な冷夏はなくなった。地球温暖化が最も大きな要因として考えられるが、それだけでは全てを説明できず、他にもいくつかの要因が関連していると考えられている。